# Eleccions Presidencials israelianes de 2021
Les eleccions presidencials israelianes del 2021 es van celebrar el 2 de juny del 2021 per tal d'escollir el president de l'Estat d'Israel mitjançant votació indirecta dels membres de la Knesset. El president sortint Reuven Rivlin, elegit el 2014, no pot optar a la reelecció.
L'independent Isaac Herzog va ser elegit en la primera volta contra Miriam Peretz, estrenada de la societat civil.

## Context
Elegit a la segona volta de les eleccions presidencials del 2014, el president sortint, Reuven Rivlin, del Likkud, no podia tornar a presentar-se, la Constitució limita el cap d'Estat a un únic mandat.
Les eleccions presidencials del 2021 se celebren en un context de divisió parlamentària extrema. De fet, els partits israelians han estat incapaços d'arribar a un acord durador sobre un govern de coalició durant més de dos anys, cosa que va conduir a la celebració d'eleccions legislatives anticipades a l'abril de 2019, setembre de 2019, març de 2020 i març de 2021. Durant aquest període d'inestabilitat, Binyamín Netanyahu, líder del Likkud i primer ministre des del 2009, continua al poder.
El període de candidatura arriba en plena crisi israeliano-palestina.

## Mètode de votació
Els 120 membres de la Kenésset elegeixen el president de l'Estat d'Israel per mitjà d'una forma modificada de la primera votació de dues rondes, per un mandat de set anys no renovable. Per presentar-se, els candidats han de comptar amb el suport d'almenys deu diputats, que només poden donar suport a un candidat a la vegada.
Es tria el candidat que rep els vots de la majoria absoluta dels membres de la Knesset. En cas contrari, s'organitza una nova votació en les mateixes condicions. Si encara no guanya cap candidat, el candidat amb menys vots s'elimina en cada ronda posterior, si cal, fins que només quedin dos candidats i un dels dos obtingui la majoria absoluta.

## Candidats
Només dos candidats recullen les deu signatures dels diputats necessaris per a la candidatura.
| Candidat Partit polític | Candidat Partit polític   | Candidat Partit polític | Funcions | Comentaris |
| ----------------------- | ------------------------- | ----------------------- | --- | --- |
|                         | Isaac Herzog Independent  |                         | Ministre (2005-2011) Líder del Partit Laborista Israelià (2013-2017) President de l'Agència Jueva (des del 2018) | Va obtenir 27 signatures, procedents de gairebé tots els partits de la Knesset, excepte els partits àrabs.      |
|                         | Miriam Peretz Independent |                         | Cap | Va obtenir onze signatures dels diputats. Una enquesta indica que és afavorida per l'opinió pública israeliana. |

## Resultats
|                        | Isaac Herzog           | Independent            | 87  | 76,31 |  |  |
|                        | Miriam Peretz          | Independent            | 26  | 23,68 |  |  |
|                        |                        |                        |     |       |  |  |
| Vots vàlids            | Vots vàlids            | Vots vàlids            | 113 | 94,96 |  |  |
| Vots en blanc i buits  | Vots en blanc i buits  | Vots en blanc i buits  | 6   | 5.04  |  |  |
| Total                  | Total                  | Total                  | 119 | 100   |  |  |
| Abstenció              | Abstenció              | Abstenció              | 1   | 0,83  |  |  |
| Inscrit / participació | Inscrit / participació | Inscrit / participació | 120 | 99,17 |  |  |

## Anàlisi
L'exlíder del ja independent Partit Laborista Isaac Herzog és elegit en la primera ronda l'onzè president de l'Estat d'Israel. Francòfil i partidari confirmat de la represa de les negociacions per a la resolució del conflicte israelià-palestí, és fill de Chaim Herzog, president del 1983 al 1993, quan la constitució va permetre dos mandats de cinc anys. Va assumir les seves funcions el 9 de juliol següent.